# Đảo George

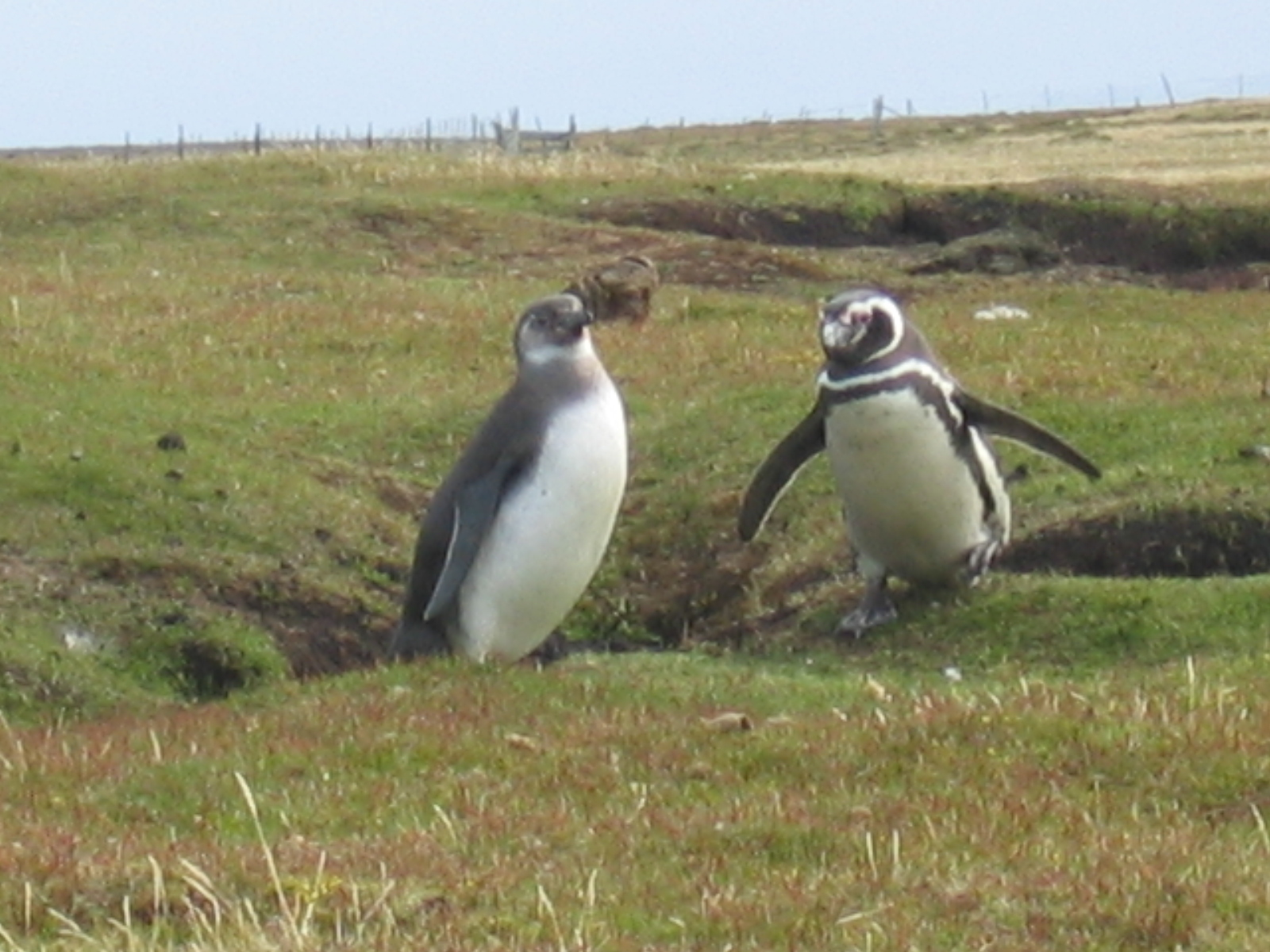
Đảo George

Đảo George (tiếng Tây Ban Nha: Isla Jorge) là hòn đảo lớn thứ 2 trong nhóm đảo Speedwell ở quần đảo Falkland (Anh). Đảo có diện tích là 24 km2, toạ lạc tại phía Nam đảo Speedwell và nằm phía tây nam đảo Đông Falkland. cách bán đảo Lafonia bởi eo biển Eagle.
Đảo George là một hòn đảo khá bằng phẳng, cáo không quá 18 m so với mực nước biển kể cả khi nước biên đạt độ triều cường cao nhất. Đảo George và Đảo Barren được xem là những trang trại cừu phía nam quần đảo Falkland, ngoài ra du lịch ở đây cũng được phát triển và quản lý tốt.